# Трстеник (Оребић)
Трстеник је насељено место у саставу општине Оребић, на полуострву Пељешцу, Дубровачко-неретванска жупанија, Република Хрватска.

## Историја
До територијалне реорганизације у Хрватској налазио се у саставу старе општине Дубровник.

## Становништво
На попису становништва 2011. године, Трстеник је имао 117 становника.
| Број становника по пописима | Број становника по пописима | Број становника по пописима | Број становника по пописима | Број становника по пописима | Број становника по пописима | Број становника по пописима | Број становника по пописима | Број становника по пописима | Број становника по пописима | Број становника по пописима | Број становника по пописима | Број становника по пописима | Број становника по пописима | Број становника по пописима | Број становника по пописима |
| --------------------------- | --------------------------- | --------------------------- | --------------------------- | --------------------------- | --------------------------- | --------------------------- | --------------------------- | --------------------------- | --------------------------- | --------------------------- | --------------------------- | --------------------------- | --------------------------- | --------------------------- | --------------------------- |
| 1857                        | 1869                        | 1880                        | 1890                        | 1900                        | 1910                        | 1921                        | 1931                        | 1948                        | 1953                        | 1961                        | 1971                        | 1981                        | 1991                        | 2001                        | 2011                        |
| 226                         | 253                         | 260                         | 221                         | 243                         | 228                         | 228                         | 241                         | 184                         | 169                         | 160                         | 147                         | 118                         | 106                         | 97                          | 117                         |

### Попис1991.
На попису становништва 1991. године, насељено место Трстеник је имало 106 становника, следећег националног састава:
| Попис 1991.‍ | Попис 1991.‍ | Попис 1991.‍ | Попис 1991.‍ | Попис 1991.‍ |
| ----------- | ----------- | ----------- | ----------- | ----------- |
|             |             |             |             |             |
| Хрвати      | Хрвати      |             | 100         | 94,33%      |
| Мађари      | Мађари      |             | 4           | 3,77%       |
| Срби        | Срби        |             | 2           | 1,88%       |
| укупно: 106 |             |             |             |             |